# قائمة مؤلفات سعاد الصباح
هذه قائمة مؤلفات سعاد الصباح.

## مؤلفاتها
| العنوان | سنة نشر الطبعة الأولى | دار النشر المدينة، الدولة      | ملاحظات                               | م |
| --- | --------------------- | ------------------------------ | ------------------------------------- | - |
| ومضات باكرة | 1961                  | -                              | شعر                                   | - |
| لحظات من عمري | 1961                  | -                              | شعر                                   | - |
| من عمري | 1964                  | -                              | شعر                                   | - |
| أمنية | 1971                  | -                              | شعر                                   | - |
| إليك يا ولدي | 1982                  | -                              | شعر                                   | - |
| فتافيت امرأة | 1986                  | دار سعاد الصباح للنشر والتوزيع | شعر                                   | - |
| في البدء كانت الأنثى                                                                                                  | 1988                  | دار سعاد الصباح للنشر والتوزيع | شعر                                   | - |
| حوار الورد والبنادق                                                                                                   | 1989                  | دار سعاد الصباح للنشر والتوزيع | شعر                                   | - |
| برقيات عاجلة إلى وطني                                                                                                 | 1990                  | دار سعاد الصباح للنشر والتوزيع | شعر                                   | - |
| آخر السيوف | 1991                  | دار سعاد الصباح للنشر والتوزيع | شعر                                   | - |
| قصائد حب | 1992                  | دار سعاد الصباح للنشر والتوزيع | شعر                                   | - |
| امرأة بلا سواحل | 1994                  | دار سعاد الصباح للنشر والتوزيع | شعر                                   | - |
| خذني إلى حدود الشمس                                                                                                   | 1997                  | دار سعاد الصباح للنشر والتوزيع | شعر                                   | - |
| القصيدة أنثى والأنثى قصيدة                                                                                            | 1999                  | دار سعاد الصباح للنشر والتوزيع | شعر                                   | - |
| والورود تعرف الغضب | 2005                  | دار سعاد الصباح للنشر والتوزيع | شعر                                   | - |
| رسائل من الزمن الجميل                                                                                                 | 2006                  | دار سعاد الصباح للنشر والتوزيع | شعر                                   | - |
| كلمات خارج حدود الزمن                                                                                                 | 2008                  | دار سعاد الصباح للنشر والتوزيع | شعر                                   | - |
| الشعر والنثر.. لك وحدك                                                                                                | 2016                  | دار سعاد الصباح للنشر والتوزيع | شعر                                   | - |
| قراءة في كف الوطن | 2018                  | دار سعاد الصباح للنشر والتوزيع | شعر                                   | - |
| وللعصافير أظافر تكتب الشعر                                                                                            | 2018                  | دار سعاد الصباح للنشر والتوزيع | شعر                                   | - |
| هل تسمحون لي أن أحب وطني                                                                                              | 1990                  | دار سعاد الصباح للنشر والتوزيع | مجموعة مقالات                         | - |
| صقر الخليج عبد الله المبارك الصباح                                                                                    | 1995                  | دار سعاد الصباح للنشر والتوزيع | دراسة توثيقية وتاريخية.               | - |
| الشيخ مبارك الصباح مؤسس دولة الكويت الحديثة                                                                           | 2007                  | دار سعاد الصباح للنشر والتوزيع | دراسة توثيقية وتاريخية.               | - |
| تاريخ عبدالله مبارك الصباح في صور                                                                                     | 2015                  | دار سعاد الصباح للنشر والتوزيع | كتاب مصور توثيقي وتاريخي.             | - |
| مرت السنوات وما زالت كما هي الكلمات                                                                                   | 2018                  | دار سعاد الصباح للنشر والتوزيع | مجموعة مقالات                         | - |
| الكويت في عهد عبد الله بن صباح الصباح (1866-1892)                                                                     | 2018                  | دار سعاد الصباح للنشر والتوزيع | دراسة توثيقية وتاريخية.               | - |
| وتبقى شجرة الصداقة مثمرة                                                                                              | 2019                  | دار سعاد الصباح للنشر والتوزيع | مجموعة مقالات                         | - |
| الكويت في عهد محمد بن صباح الصباح (1892-1896)                                                                         | 2019                  | دار سعاد الصباح للنشر والتوزيع | دراسة توثيقية وتاريخية.               | - |
| الكويت في عهدَي جابر بن عبد الله الصباح - الحاكم الثالث (1859 - 1814) وصباح بن جابر الصباح - الحاكم الرابع (1859-1866) | 2021                  | دار سعاد الصباح للنشر والتوزيع | دراسة توثيقية وتاريخية.               | - |
| التخطيط والتنمية في الاقتصاد الكويتي ودور المرأة                                                                      | 1983                  | دار سعاد الصباح للنشر والتوزيع | دراسة في الاقتصاد، باللغة الإنجليزية. | - |
| الكويت / أضواء على الاقتصاد                                                                                           | 1985                  | دار سعاد الصباح للنشر والتوزيع | دراسة في الاقتصاد                     | - |
| أوبك بين تجارب الماضي وملامح المستقبل                                                                                 | 1986                  | دار سعاد الصباح للنشر والتوزيع | دراسة في الاقتصاد                     | - |
| السوق النفطي الجديد                                                                                                   | 1986                  | دار سعاد الصباح للنشر والتوزيع | دراسة في الاقتصاد                     | - |
| أزمة الموارد في الوطن العربي                                                                                          | 1989                  | دار سعاد الصباح للنشر والتوزيع | دراسة في الاقتصاد                     | - |
| المرأة الخليجية ومشاركتها في القوى العاملة                                                                            | 1990                  | دار سعاد الصباح للنشر والتوزيع | دراسة في الاقتصاد                     | - |